# Grau quadrado
Um grau quadrado (grau²) é uma unidade de medida de ângulo sólido. Assim como os graus são usados para medir partes de um círculo, os graus quadrados são usados para medir partes de uma esfera. Análogo a um grau sendo igual a ⁠π/180⁠ radianos, um grau quadrado é igual a (⁠π/180⁠)²esterorradianos, ou cerca de ⁠1/3283⁠ sr.
Uma esfera inteira tem um ângulo solido de 4πsr, que é aproximadamente 41.253 graus².
{\displaystyle 4\pi \left({\frac {180}{\pi }}\right)^{2}\,{grau}^{2}={\frac {360^{2}}{\pi }}\,\,{grau}^{2}={\frac {129\,600}{\pi }}\,\,{grau}^{2}\approx 41\,252.96\,\,{grau}^{2}}

## Exemplos
- A lua cheia cobre apenas cerca de 0,2 graus2 do céu quando vista da superfície da Terra. A Lua tem apenas meio grau de diâmetro (ou seja, um diâmetro circular de cerca de 0,5 graus), então o disco da lua cobre uma área circular de: π × (⁠0.5°/2⁠ )2 ou 0,2 graus quadrados. A lua varia de 0,188 a 0,244 graus2, dependendo de sua distância à Terra.
- Visto da Terra, o Sol tem cerca de meio grau de diâmetro (o mesmo que a lua cheia) e cobre também apenas 0,2 grau2.
- Seria necessário uma lua cheia (ou sol) 210100 vezes maior para cobrir toda a esfera celestial.
- Por outro lado, uma lua cheia media cobre uma fracção de 2/210100 ou menos de 1/1000 de um por cento (0.00000952381) da esfera celeste.
- Supondo que a Terra seja uma esfera com uma área de superfície de 510 milhão km2, a área da Irlanda do Norte (14130 km2) e Connecticut (14357 km2) representam um ângulo sólido de 1,14 graus2 e 1,16 graus2, respectivamente. O Brasil cobre cerca de 688 graus2.
- A maior constelação, Hydra, cobre um ângulo sólido de 1303 graus2, enquanto o menor, Crux, cobre apenas 68 graus2. [1]